# Noreen Riols
Noreen Patricia Baxter-Riols, MBE (Floriana, Malta británica; 8 de mayo de 1926-Poissy, Francia; 2 de enero de 2025) fue una novelista británica. Durante la Segunda Guerra Mundial, trabajó para la Dirección de Operaciones Especiales, una organización británica de espionaje y sabotaje.

## Vida y carrera
Riols nació en 1926 en Malta, donde su padre estaba sirviendo en la Marina Real. Estudió en el Liceo Francés de Londres y a los 17 años solicitó unirse al Servicio Naval Real Femenino (Wrens). Debido a su fluidez en francés, fue reclutada en la Sección F (F=Francia) del Ejecutivo de Operaciones Especiales (SOE). La Sección F reclutó y entrenó espías y agentes para ser enviados a Francia, donde sabotearían las operaciones nazis y apoyarían a la Resistencia francesa. El entrenamiento del SOE se llevó a cabo en varios lugares de Gran Bretaña, incluido Beaulieu en New Forest. Riols fue entrenada y finalmente estuvo destinada en la sede de la organización en The Mall y en el campo de entrenamiento en New Forest. Su función era entrenar a los agentes en actividades como pasar mensajes de forma encubierta o cómo seguir a alguien, y actuar como señuelo en escenarios creados para probar a los agentes.

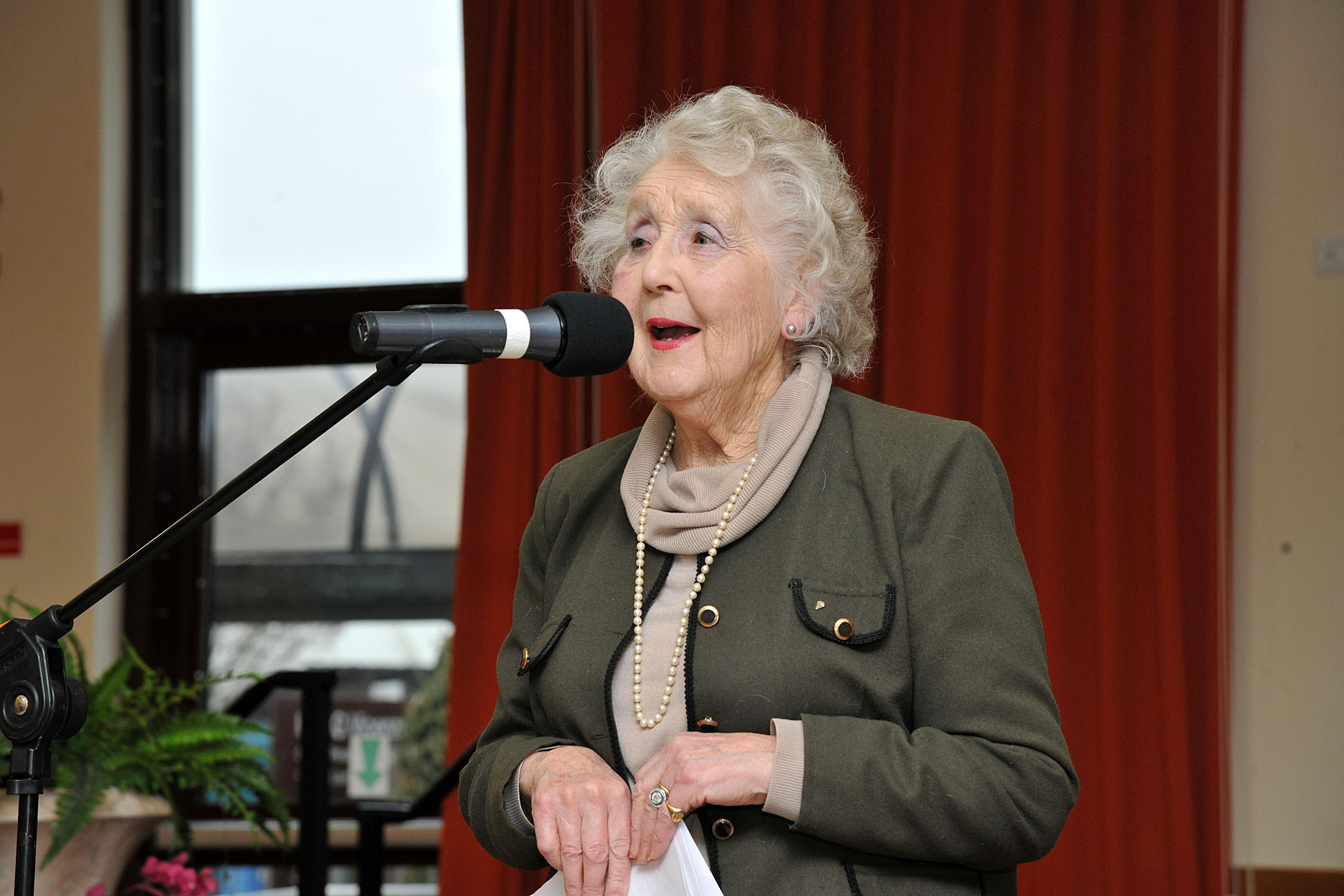
Riols en 2013.

Después de la guerra trabajó para el BBC World Service y se formó como enfermera. Vivió en Rumania y en 1956 se trasladó a París, donde trabajó como periodista. Se casó con Jacques Riols y tuvo cinco hijos, y tenía doble nacionalidad francesa y británica.  
Escribió cuatro novelas (las Crónicas de Ardnakil) basadas en sus experiencias en SOE.En Eye of the Storm escribió sobre cómo su fe la ayudó a aliviar su depresión.
Fue nombrada Miembro de la Orden del Imperio Británico (MBE) en los Honores de Año Nuevo de 2023 por sus servicios a las relaciones entre el Reino Unido y Francia y a la educación sobre la Segunda Guerra Mundial. 
Noreen Riols falleció en Inglaterra el 2 de enero de 2025, a los 98 años de edad.

## Publicaciones

### No ficción
- Eye of the Storm (1983)
- Abortion: A woman's birth right? (1986)
- Only the best (1987)
- When suffering comes (1990)
- My unknown child: a personal story of abortion (1995)
- The Secret Ministry of Ag. & Fish: my life in Churchill's school for spies (2014)

### Ficción
- Laura (1992)
- Where hope shines through (1994)
- Katherine (1994)
- To live again (1995; republicada en 2013)
- Before the dawn (1996; republicada en 2013)
- Where love endures (1997; republicada en 2013)
- Autumn sonata (2014)